# Университарио Попаян
«Университарио Попаян» (исп. Universitario de Popayán) — бывший колумбийский футбольный клуб, базировавшийся в городе Попаян, в департаменте Каука. Клуб был основан 21 мая 2011 года. Свой последний сезон в 2018 году провёл в Примере B, втором по уровню дивизионе чемпионата Колумбии.

## История
«Университарио Попаян» появился на основе прекратившей своё существование команды «Сентаурос Вильявисенсио», базирующейся соответственно в городе Вильявисенсио, департамент Каука, и испытывающей финансовые трудности. Новообразованный же клуб переехал в город Попаян, и в течение сезона 2011 года продолжал носить название «Сентаурос» («искатели»), так как все операции ликвидации предыдущего и образования нового клубов происходили уже в ходе идущего чемпионата.
Клуб финансировался мэра Попаяна и администрацией департамента Каука. В марте 2019 года было объявлено о том, что на базе «Университарио Попаяна» будет возрождён клуб «Бока Хуниорс Кали». Соответственно, команда переехала в Кали и получила новое юридическое название, заняв место «Университарио» в Примере B.